# プレスヤード

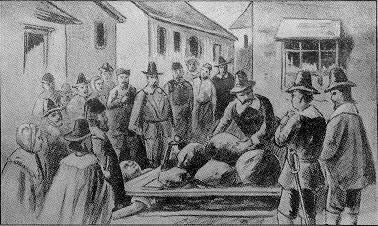
1690年代のセイラム魔女裁判で拷問を受けるジャイルズ・コーリー

プレスヤードとは、十五世紀のイギリスで行われていた拷問のこと。

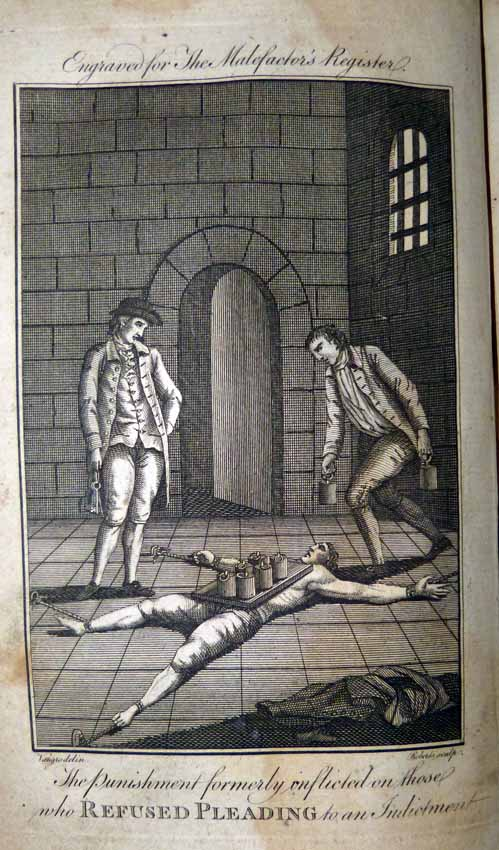
1780年の「マレファクターの記録」

まず、対象者の両手と両足を縛り仰向けに寝かせ、体に板をのせる。そして、板の上に一つ五十ポンドの重りをのせていく、すると、対象者は重りの重さで肺が圧迫され、呼吸困難で苦しむ。さらに苦痛を大きくするため背中に三角形の木材を置き、おもりの重さによって背中に食い込むようにしたり、対象者が耐えられないほどの重りをのせたりした。
この拷問の犠牲者として有名なのは聖マーガレットと言われており、彼女はとある司祭の逃亡を手助けしたとして、1586年、逮捕され、プレスヤードの拷問にかけられた。拷問によって、彼女は700ポンド【約320キログラム】の重りを体にのせられ、わずか15分で絶命してしまった。恐ろしいプレスヤードだが、1772年に廃止された。　　　

## 関連リンク
拷問